# Pozuelo de Alarcón
Pozuelo de Alarcón er en by og kommune i det centrale Spanien i Madrid-regionen. Den har et indbyggertal på 89.378 (2024) indbyggere.